# Rasmus Wremer
Rasmus Wremer (født 4. september 1982 i Mullsjö i Sverige) er en svensk håndboldtræner og tidligere spiller, der spillede for IFK Skövde i Elitserien i Sverige og AaB Håndbold i den danske herreliga.
Wremer spillede 11 kampe for det svenske landshold.